# Prosper Jolyot de Crébillon
Prosper Jolyot de Crébillon, zwany też Crébillon - ojciec (ur. 13 stycznia 1674 w Dijon, zm. 17 czerwca 1762 w Paryżu) – francuski poeta i dramaturg, członek Akademii Francuskiej. Był ojcem powieściopisarza Claude-Prospera Jolyota de Crébillon.
Zasłynął przede wszystkim jako autor tragedii klasycystycznych o tematyce zaczerpniętej głównie z historii starożytnego Rzymu. Charakteryzowały się one grozą i okrucieństwem. Do najbardziej znanych jego dzieł należy utwór Radamist i Zenobia (1711, wyst. polskie 1821).